# 1670 Minnaert
1670 Minnaert este un asteroid din centura principală, descoperit pe 9 septembrie 1934, de Hendrik van Gent.